# Janet Hogan
Janet Christina Hogan (Sydney, 8 aprile 1945) è un'ex nuotatrice australiana, che ha partecipato alle Olimpiadi di Roma 1960, gareggiando nei 200m rana.